# Hagiomantis
Hagiomantis es un género de mantis de la familia Liturgusidae.

## Lista de especies
Las especies de este género son:
- Hagiomantis fluminensis
- Hagiomantis ornata
- Hagiomantis pallida
- Hagiomantis parva
- Hagiomantis superba
- Hagiomantis surinamensis